# Olapade Adeniken
Olapade Adeniken, né le 19 août 1969 à Osogbo dans l'État d'Oyo, est un athlète nigérian, spécialiste du sprint.

## Carrière
Deux fois vice-champion du monde juniors (en 1988, sur 200 et 4 x 100 m), c'est le seul homme à avoir battu Linford Christie sur un 100 m en 1992.
Aux J.O. de Barcelone en 1992, il est médaillé d'argent du relais 4 x 100 m après avoir terminé, en individuel, 6e du 100 m et 4e du 200 m.
Il est derechef médaillé d'argent avec ses compatriotes lors des Mondiaux en plein air d'Athènes de 1997.

### Palmarès
| Date | Compétition                   | Lieu      | Résultat | Épreuve   | Performance   |
| ---- | ----------------------------- | --------- | -------- | --------- | ------------- |
| 1988 | Championnats du monde juniors | Sudbury   | 2e       | 200 m     | 20 s 88       |
| 1988 | Championnats du monde juniors | Sudbury   | 2e       | 4 x 100 m | 39 s 66       |
| 1988 | Championnats d'Afrique        | Annaba    | 1er      | 4 x 100 m | 39 s 27       |
| 1989 | Championnats d'Afrique        | Lagos     | 1er      | 200 m     | 20 s 74       |
| 1989 | Universiades                  | Duisbourg | 2e       | 100 m     | 10 s 35       |
| 1991 | Championnats du monde         | Tokyo     | 5e       | 200 m     | 20 s 51       |
| 1991 | Championnats du monde         | Tokyo     | 4e       | 4 x 100 m | 38 s 43       |
| 1992 | Jeux olympiques               | Barcelone | 6e       | 100 m     | 10 s 12       |
| 1992 | Jeux olympiques               | Barcelone | 5e       | 200 m     | 20 s 50       |
| 1992 | Jeux olympiques               | Barcelone | 2e       | 4 x 100 m | 37 s 98       |
| 1994 | Jeux du Commonwealth          | Victoria  | 6e       | 100 m     | 10 s 11       |
| 1994 | Jeux du Commonwealth          | Victoria  | 4e       | 4 x 400 m | 3 min 03 s 06 |
| 1995 | Championnats du monde         | Göteborg  | 7e       | 100 m     | 10 s 20       |
| 1997 | Championnats du monde         | Athènes   | 2e       | 4 x 100 m | 38 s 07       |

### Records
Olapade Adeniken est le détenteur du record d'Afrique du 4 x 100 m en 37 s 94 (équipe du Nigeria composée de Osmond Ezinwa-Adeniken-Francis Obikwelu-Davidson Ezinwa) le 9 août 1997 à Athènes.
Ses meilleurs temps sont de :
- 100 m : 9 s 95	+1,90	El Paso, TX	16/04/1994
- 200 m :	20 s 11	0.20	Austin, TX	06/06/1992